# Frank Walus
Frank Walus (29. červenec 1922 – 17. srpen 1994) byl americký občan polského původu, který byl Simone Wiesenthalem nepodloženě obviněn ze spolupráce s gestapem během druhé světové války. Byl nejprve zbaven amerického občanství s tím, že bude doportován, ale po vleklé právní bitvě se podařilo prokázat jeho nevinu.
Obhajoba Waluse finančně zruinovala, navíc musel čelit medializaci své osoby a fyzickým útokům vůči němu. Zemřel v roce 1994 po sérii infarktů. Případ je často uváděn jako diskreditace Wiesenthalovy činnosti a ukázka toho, kam až může zajít kampaň proti nevinné osobě.